# Берула
Берула (осет. Берула , груз. ბერულა) — бывшее село в Закавказье, расположено в Цхинвальском районе Южной Осетии, фактически контролирующей село; согласно юрисдикции Грузии — в Горийском муниципалитете.
Село находится к западу от грузинонаселённого села Еред (Эредви) к востоку от Цхинвала.

## Население
По переписи 1989 года в селе жило 814 человек, из которых грузины составили 773 человека (85 %), осетины — 41 человек (15 %). После изгнания осетинского населения в начале 1990-х гг., абсолютное большинство составили только грузины. По переписи 2002 года (проведённой властями Грузии, контролировавшей часть Цхинвальского района на момент проведения переписи) в селе жило 795 человек, в том числе грузины составили 98 % от всего населения. В 2008 году село покинули и грузины.

## История
В разгар южноосетинского конфликта село в 1992—2008 гг. входило в зону контроля Грузии. Накануне войны в августе 2008 года основное население было эвакуировано. После ухода грузинских войск часть жилых домов была сожжена. 
После войны территория бывшего села находится под контролем властей РЮО.

## Топографические карты
- Лист карты K-38-65 Ленингори. Масштаб: 1 : 100 000. Издание 1979 г.